# Lepidopilum floresianum
Lepidopilum floresianum är en bladmossart som beskrevs av Ferdinand François Gabriel Renauld och Jules Cardot 1894. Lepidopilum floresianum ingår i släktet Lepidopilum och familjen Daltoniaceae. Inga underarter finns listade i Catalogue of Life.